# Mario García Cames
Mario García Cames (San José de Mayo, 22 de julio de 1883-26 de diciembre de 1951) fue un diplomático uruguayo con actuación en el ambiente deportivo español.

## Biografía
El 24 de octubre de 1916, García fue nombrado Vicecónsul de la República Oriental del Uruguay en Santa Cruz de Tenerife y en octubre de 1919 se fue nombrado presidente del Club Deportivo Tenerife (en aquella época denominado como Tenerife Sporting Club).
En octubre de 1919, asumió la presidencia del Tenerife Sporting Club. El 1 de noviembre de 1919, el equipo jugó el primero de los partidos concertados con el Real Betis Balompié; por primera vez un equipo de la península visitaba Tenerife. Tras su primera temporada (1919-20) al frente de la entidad, Mario dejó paso a Melchor Ordóñez, en octubre de 1920.
En noviembre de 1921, la presidencia del Tenerife pasó a Ricardo Martín y luego a Jacinto Casariego. En julio de 1922, la directiva entregó las llaves del Campo de Miraflores, iniciándose, de esta manera, la reorganización del club. El 8 de agosto de 1922, tuvo lugar la constitución de la nueva sociedad de deportes Sporting Club Tenerife, que se hizo cargo del referido campo de fútbol en régimen de alquiler y tomó el relevo del Tenerife Sporting Club. La Junta tuvo lugar en el amplio salón de actos del Centro de Dependientes. El presidente elegido fue Mario García Cames, que estuvo acompañado por otros diez directivos.